# 凯尔努埃斯
凯尔努埃斯（法語：Kernouës，法語發音：[kɛʁnwɛs]）是法国菲尼斯泰尔省的一个市镇，属于布雷斯特区。

## 地理
凯尔努埃斯（48°35'27"N, 4°20'55"W）面积7.78 平方千米，位于法国布列塔尼大區菲尼斯泰尔省，该省份为法国最西部的省份，位于布列塔尼半岛西部，北西南三面环大西洋，东临阿摩尔滨海省和莫尔比昂省。
与凯尔努埃斯接壤的市镇（或旧市镇、城区）包括：勒福尔瓜特、莱斯讷旺、普卢伊代尔、圣弗雷冈。

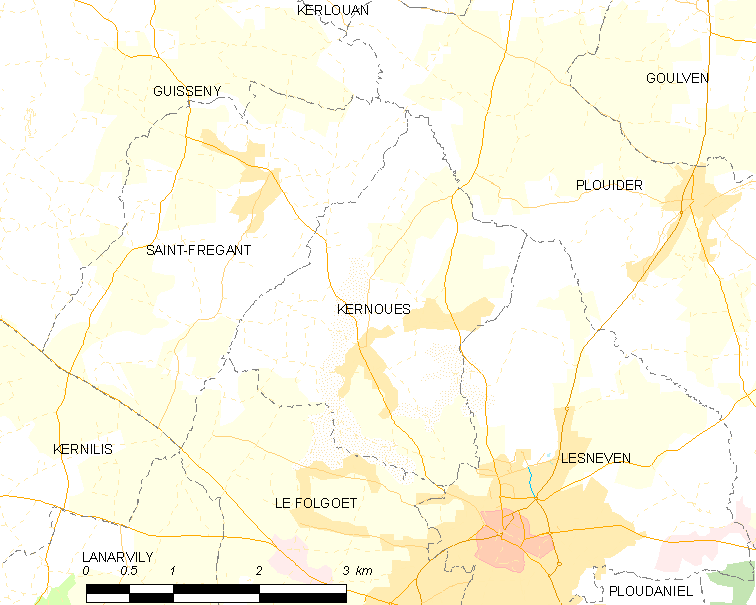
凯尔努埃斯的OSM定位图

凯尔努埃斯的时区为UTC+01:00、UTC+02:00（夏令时）。

## 行政
凯尔努埃斯的邮政编码为29260，INSEE市镇编码为29094。

## 政治
凯尔努埃斯所属的省级选区为莱斯讷旺县。

## 人口

1962-2008年间凯尔努埃斯人口变化图示

凯尔努埃斯于2022年1月1日时的人口数量为660人。